# Big Sevogle River
Der Big Sevogle River (frühere Bezeichnung: Sevogle River) ist ein rechter Nebenfluss des Northwest Miramichi River in der kanadischen Provinz New Brunswick.

## Flusslauf
Der Big Sevogle River verläuft im zentralen Nordwesten des Northumberland County. Er entsteht am Zusammenfluss seiner beiden Quellflüsse North Branch und South Branch Big Sevogle River bei Square Forks. Er fließt in überwiegend südöstlicher Richtung und erreicht nach einer Fließstrecke von 14 km, 10 km südlich von Wayerton, den Northwest Miramichi River.
Im Flusssystem des Big Sevogle River kommt der Atlantische Lachs vor.

## North Branch Big Sevogle River
Der linke Quellfluss entspringt in der Historians Range an der Nordflanke des Big Bald Mountain auf einer Höhe von etwa 550 m. Er fließt in überwiegend ostsüdöstlicher Richtung und erreicht nach etwa 53 km den South Branch Big Sevogle River.

## South Branch Big Sevogle River
Der etwa 55 km lange rechte Quellfluss entspringt in der Historians Range an der Südostflanke des Big Bald Mountain auf einer Höhe von etwa 550 m. Er fließt anfangs 25 km nach Südosten. Anschließend wendet er sich allmählich in Richtung Ostnordost. Im Mittellauf mündet der Little South Branch Big Sevogle River von rechts sowie der North Branch South Branch Big Sevogle River von links in den Fluss. 5 km oberhalb der Vereinigung mit dem North Branch Big Sevogle River trifft noch der Mullin Stream von rechts kommend auf den South Branch Big Sevogle River.